# Одержимый (фильм, 2004)
«Одержимый» (англ. Hellbent) — фильм ужасов американского режиссёра и сценариста Пола Этериджа. Издание «The New York Times» назвало его первой картиной в жанре гей-слэшер.

## Сюжет
Два гея во время интимной близости в автомобиле, припаркованном на пустыре, были убиты таинственным преступником в костюме дьявола с серпом. Молодому полицейскому поручают расклеить по городу информационные листки, предупреждающие гомосексуалов об опасности. Этим вечером со своими друзьями-геями он отправляется на празднование Хэллоуина. Им всем предстоит иметь дело с жестоким серийным убийцей.

## В ролях
| Актёр          | Роль     |
| -------------- | -------- |
| Дилан Фергус   | Эдди     |
| Брайан Кирквуд | Джейк    |
| Хэнк Харрис    | Джоуи    |
| Мэтт Филлипс   | Тоби     |
| Эндрю Левитас  | Чез      |
| Джеймс Кент    | Ник Нейм |

## Производство
По словам режиссёра, фильм с самого начала снимался с мизерным бюджетом и с минимальными расходами на рекламную кампанию.
Саундтрек фильма был составлен главным образом из композиций в стиле ню-метал и клубной музыки.

## Критика
Фильм получил смешанные отзывы рецензентов с перевесом в сторону отрицательных. На сайте Rotten Tomatoes картина имеет 46-процентный рейтинг, 39 критиков дали фильму 18 положительных и 21 отрицательный отзыв и заключили: картина «подтверждает, что фильмы ужасов с гей-тематикой могут быть такими же скучными и посредственными, как и хорроры для натуралов». Так, например, рецензент из газеты San Francisco Chronicle написал, что «Одержимый» «не умный, не страшный и ошеломляюще предсказуемый».
Критик Эд Гонзалес отмечал необычную «находку» фильма — стеклянный протез глаза у одного из героев, который становится объектом фетиша для маньяка.
Польский кинокритик Альберт Новицкий включил фильм в список «10 самых лучших Хэллоуинских хорроров».